# Nelson Mason
Nelson Mason, ur. 13 października 1987 w Niagara Falls – kanadyjski kierowca wyścigowy.

## Kariera

### Formuła Ford
Mason rozpoczął karierę w wyścigach samochodowych w 2007 roku od startów w Festiwalu Formuły Ford, gdzie zajął 21 miejsce. Rok później nie ukończył wyścigu.

### Formuła 3
W 2010 roku Kanadyjczyk rozpoczął starty we  Włoskiej Formule 3, gdzie wystartował łącznie w sześciu wyścigach. Nigdy jednak nie zdobył punktów. Po dwóch latach przerwy powrócił do ścigania w sezonie 2013 w European F3 Open. Odniósł tam trzy zwycięstwa, a sześciokrotnie stawał na podium. Uzbierane 195 punktów pozwoliło mu stanąć na najniższym stopniu podium klasyfikacji generalnej.

### Seria GP3
Na sezon 2014 Mason podpisał kontrakt z niemiecką ekipą Hilmer Motorsport na starty w Serii GP3. Wystartował łącznie w szesnastu wyścigach, jednak nie zdobywał punktów. W drugim wyścigu w Belgii uplasował się na dziesiątej pozycji, co było jego najwyższym wynikiem w sezonie. Został sklasyfikowany na 22 miejscu w końcowej klasyfikacji kierowców.

## Statystyki
| Sezon | Seria                            | Zespół            | Wyścigi | Zwycięstwa | PP | NO | Podium | Punkty | Pozycja |
| ----- | -------------------------------- | ----------------- | ------- | ---------- | -- | -- | ------ | ------ | ------- |
| 2007  | Festiwal Formuły Ford            |                   | 1       | 0          | 0  | 0  | 0      | N/A    | 21      |
| 2008  | Festiwal Formuły Ford            |                   | 1       | 0          | 0  | 0  | 0      | N/A    | NS      |
| 2010  | Włoska Formuła 3                 | Team Ghinzani     | 6       | 0          | 0  | 0  | 0      | 0      | 29      |
| 2013  | European F3 Open (edycja zimowa) | Team West-Tec     | 16      | 3          | 4  | 4  | 6      | 195    | 3       |
| 2013  | European F3 Open                 | Team West-Tec     | 2       | 1          | 1  | 1  | 2      | 0      | NS†     |
| 2013  | Grand Prix Makau                 | Jo Zeller Racing  | 1       | 0          | 0  | 0  | 0      | N/A    | 17      |
| 2014  | Seria GP3                        | Hilmer Motorsport | 16      | 0          | 0  | 0  | 0      | 0      | 22      |
| 2014  | Euroformula Open Championship    | RACE              | 2       | 0          | 0  | 0  | 1      | 0      | NS†     |

† – Mason nie był zaliczany do klasyfikacji.

## Wyniki w GP3
| Legenda oznaczeń w tabelach wyników Wyświetl szablon na nowej stronie | Legenda oznaczeń w tabelach wyników Wyświetl szablon na nowej stronie                                                                     |
| Oznaczenie                                                            | Wyjaśnienie |
| --------------------------------------------------------------------- | --- |
| Złoty                                                                 | Zwycięzca lub mistrzostwo |
| Srebrny                                                               | 2. miejsce lub wicemistrzostwo |
| Brązowy                                                               | 3. miejsce lub II wicemistrzostwo |
| Zielony                                                               | Ukończył, punktował (w klasyfikacji generalnej, gdy zdobył co najmniej jeden punkt na przestrzeni sezonu, poza trzema powyższymi opcjami) |
| Niebieski                                                             | Ukończył, nie punktował (w klasyfikacji generalnej, gdy nie zdobył co najmniej jednego punktu na przestrzeni sezonu)                      |
| Czerwony                                                              | Nie zakwalifikował się (NZ) |
| Czerwony                                                              | Nie prekwalifikował się (NPK) |
| Różowy                                                                | Nie ukończył (NU) |
| Różowy                                                                | Niesklasyfikowany (NS) (w klasyfikacji generalnej, gdy nie został sklasyfikowany w żadnym wyścigu sezonu)                                 |
| Czarny                                                                | Zdyskwalifikowany (DK) |
| Czarny                                                                | Wykluczony (WYK/EX) |
| Biały                                                                 | Nie wystartował (NW) |
| Biały                                                                 | Kontuzjowany (K/INJ) |
| Biały                                                                 | Wyścig odwołany (OD/C) |
| Bez koloru                                                            | Został wycofany (WYC/WD) |
| Bez koloru                                                            | Nie przybył (NP/DNA) |
| Bez koloru                                                            | Nie brał udziału w treningach (NT/DNP) |
| Bez koloru                                                            | Nie został zgłoszony (–) |
| Pogrubienie                                                           | Start z pole position |
| Kursywa                                                               | Najszybsze okrążenie wyścigu |
| †                                                                     | Nie ukończył, ale jego rezultat został zaliczony ze względu na przejechanie więcej niż 90% dystansu wyścigu.                              |
| *                                                                     | Sezon w trakcie |
| 1/2/3                                                                 | Punktowana pozycja w sprincie kwalifikacyjnym                                                                                             |
| Lista systemów punktacji Formuły 1                                    | |

| Rok  | Zespół            | Wyniki w poszczególnych eliminacjach | Wyniki w poszczególnych eliminacjach | Wyniki w poszczególnych eliminacjach | Wyniki w poszczególnych eliminacjach | Wyniki w poszczególnych eliminacjach | Wyniki w poszczególnych eliminacjach | Wyniki w poszczególnych eliminacjach | Wyniki w poszczególnych eliminacjach | Wyniki w poszczególnych eliminacjach | Wyniki w poszczególnych eliminacjach | Wyniki w poszczególnych eliminacjach | Wyniki w poszczególnych eliminacjach | Wyniki w poszczególnych eliminacjach | Wyniki w poszczególnych eliminacjach | Wyniki w poszczególnych eliminacjach | Wyniki w poszczególnych eliminacjach | Wyniki w poszczególnych eliminacjach | Wyniki w poszczególnych eliminacjach | Punkty | Pozycja |
| ---- | ----------------- | ------------------------------------ | ------------------------------------ | ------------------------------------ | ------------------------------------ | ------------------------------------ | ------------------------------------ | ------------------------------------ | ------------------------------------ | ------------------------------------ | ------------------------------------ | ------------------------------------ | ------------------------------------ | ------------------------------------ | ------------------------------------ | ------------------------------------ | ------------------------------------ | ------------------------------------ | ------------------------------------ | ------ | ------- |
| 2014 | Hilmer Motorsport | ESP                                  | ESP                                  | AUT                                  | AUT                                  | GBR                                  | GBR                                  | DEU                                  | DEU                                  | HUN                                  | HUN                                  | BEL                                  | BEL                                  | ITA                                  | ITA                                  | RUS                                  | RUS                                  | ARE                                  | ARE                                  | 0      | 22      |
| 2014 | Hilmer Motorsport | 17                                   | NU                                   | 14                                   | 16                                   | 25                                   | 12                                   | 16                                   | 14                                   | 19                                   | 20                                   | 15                                   | 10                                   | NW                                   | 18                                   | 15                                   | NW                                   | 17                                   | 18                                   | 0      | 22      |